# Sandwich au bacon
Le sandwich au bacon, en anglais : bacon sandwich, également connu sous les noms de bacon butty, bacon bap ou bacon sarnie dans certaines parties du Royaume-Uni et de la Nouvelle-Zélande, rasher sandwich en Irlande et bacon sanger en Australie, est un sandwich de bacon cuit entre deux pains, éventuellement tartiné de beurre et assaisonné de ketchup ou d'une sauce brune (en). Il est généralement servi chaud. Dans certains établissements, le sandwich sera fait de pain grillé sur une seule face, tandis que d'autres établissements le servent sur le même pain que celui utilisé pour les hamburgers.
Les sandwichs au bacon sont très prisés, la journée, dans tout le Royaume-Uni. Leur importance dans la culture britannique est telle que, dans un sondage britannique, ils ont été classés comme la première chose que les gens aiment en Grande-Bretagne. Ils sont souvent servis dans les cafés britanniques (en) et sont anecdotiquement recommandés comme remède contre la gueule de bois.
Le sandwich BLT est une variante populaire du sandwich au bacon avec pour ingrédients supplémentaires de la laitue et de la tomate, mais il est servi froid.